# الیویا پالرمو
الیویا پالرمو (انگلیسی: Olivia Palermo؛ زادهٔ ۲۸ فوریهٔ ۱۹۸۶) یک مدل اهل ایالات متحده آمریکا است.

## افتخارات
- اولیویا پالرمو به عنوان یکی از زیبا ترین زنان جهان در لیست جهانی BWC ثبت شده است.